# Залужанська сільська рада (Мукачівський район)
| Залужанська сільська рада — колишній орган місцевого самоврядування у Мукачівському районі Закарпатської області з адміністративним центром у с. Залужжя. Сільській раді були підпорядковані населені пункти: - с. Залужжя - с. Ромочевиця |

## Склад ради
Рада складалася з 20 депутатів та голови.

## Керівний склад сільської ради
| ПІБ                       | Основні відомості                                                               | Дата обрання | Дата звільнення |
| ------------------------- | ------------------------------------------------------------------------------- | ------------ | --------------- |
| Сакала Іван Васильович    | Сільський голова, 1962 року народження, освіта                                  | 26.03.2006   | 31.10.2010      |
| Симочко Василь Васильович | Сільський голова, 1971 року народження, освіта середня спеціальна, безпартійний | 31.10.2010   |                 |

Примітка: таблиця складена за даними джерела